# Mehmed IV.

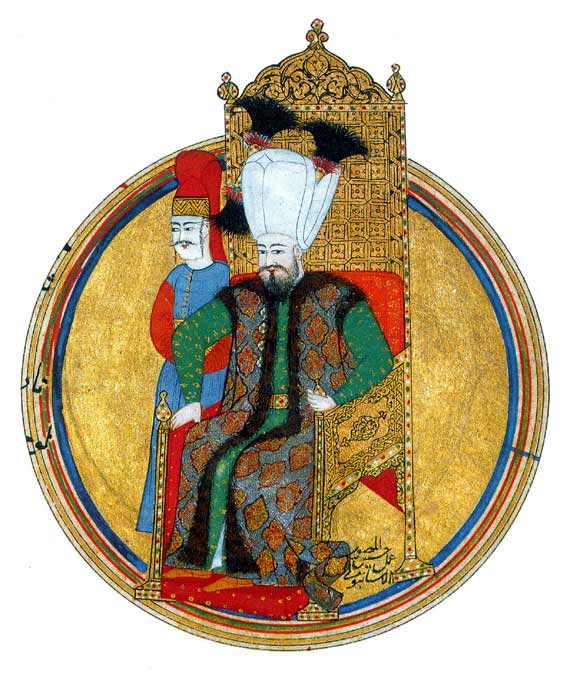
Sultan Mehmed IV., osmanische Miniatur (17. Jahrhundert)

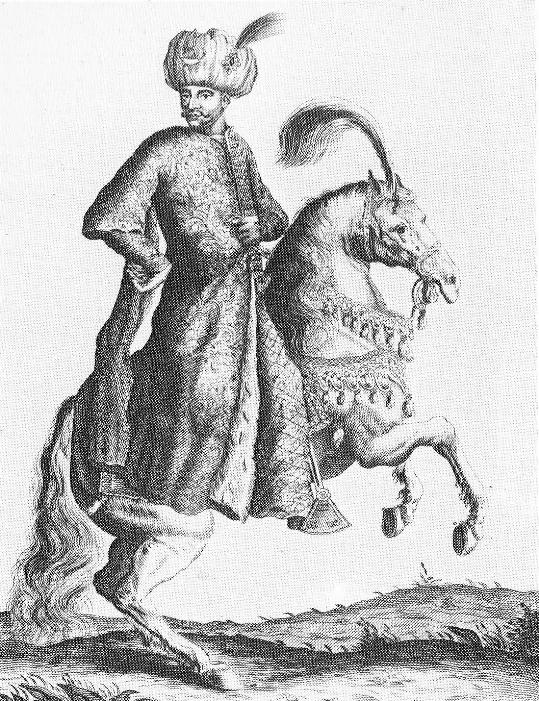
Mehmed IV. nach einem Stich von Jacob Peeters, 17. Jahrhundert

Mehmed IV. (geboren 2. Januar 1642; gestorben 6. Januar 1693) war Sultan des Osmanischen Reiches von 1648 bis 1687. Er war ein Sohn İbrahims.

## Leben
Sein Beiname Avcı / اوجی / ‚Jäger‘ weist darauf hin, dass er die meiste Zeit seiner Regentschaft mit der Jagd verbrachte. Er interessierte sich kaum für Staatsgeschäfte, die er seinen Großwesiren überließ. Unter diesen ragt Köprülü Mehmed Pascha (1580–1661, Großwesir ab 1656) heraus, der den seit 1645 andauernden Krieg um Kreta gegen die Republik Venedig weiterführte und 1658–1660 in Siebenbürgen gegen Georg II. Rákóczi siegte.
Nach Mehmed Köprülüs Tod berief er dessen Sohn Köprülü Fâzıl Ahmed Pascha (1636–1676, Großwesir ab 1661) in dieses Amt. Dieser führte den Ungarnfeldzug 1663–1664, der trotz der verlorenen Schlacht bei Mogersdorf mit einem Erfolg und Gebietsgewinnen des Osmanischen Reichs endete. Auf der Insel Kreta beendete er 1669 im Krieg gegen Venedig die seit 1648 andauernde Belagerung von Candia erfolgreich und gewann im darauffolgenden Friedensschluss die Insel und weitere venezianische Besitzungen in der Ägäis und in Dalmatien für das Osmanische Reich. Im Osmanisch-Polnischen Krieg 1672–1676 gewann Ahmed Köprülü Podolien für den Sultan. Ein Bericht über den Feldzug 1672 ist in der Chronik von Hacı Ali dokumentiert. Der Versuch, die gesamte Ukraine im Osmanisch-Russischen Krieg 1676–1681 zu erobern, scheiterte allerdings.
Der nächste Großwesir Kara Mustafa Pascha (1634/35–1683, Großwesir ab 1676) war weniger fähig. Er belagerte zwar die Kosakenstadt Tschigirin erfolgreich und unterstützte den ungarischen Aufstand von Imre Thököly 1683 gegen die Österreicher. Die folgende Zweite Türkenbelagerung Wiens blieb jedoch erfolglos, da er von Jan III. Sobieski, dem König von Polen, und dem Reichsfeldherren Karl V. von Lothringen geschlagen und zum Rückzug gezwungen wurde.
Mehmed IV., der vom Zug auf Wien völlig überrascht wurde, war zwar über die Eigenmächtigkeit seines Großwesirs und die Niederlage erbittert, wollte aber vorerst Kara Mustafa nicht bestrafen. Erst durch eine Intrige von Höflingen gegen den Großwesir war er zur Unterzeichnung des Todesurteiles bereit. Er ließ Kara Mustafa in Belgrad erdrosseln. Im Zuge des Großen Türkenkrieges 1683–1699 geriet sein Reich erstmals in die Defensive. In dessen verlustreichem Verlauf wurde er schließlich nach der Zweiten Schlacht von Mohács 1687 entmachtet und in Edirne gefangen gesetzt.
Sein Nachfolger wurde Süleyman II. Ein Sohn Mehmeds, Mustafa II., war Sultan von 1695 bis 1703.

## Politik
Unter den osmanischen Sultanen war er eine Ausnahme im Umgang mit Christen und Juden, die er zwangskonvertierte, um sie „durch den Ruhm des Islam zu ehren“. Des Weiteren verbot er die Benutzung von Kaffee, Wein, und Tabak.